# Gabriel de Lassaga
Francisco Gabriel de Lassaga Ganboa fue un militar, funcionario y hacendado del Santa Fe virreinal. (Lesaka - Navarra, 23 de octubre de 1726 - 23 de octubre de 1791)

## Biografía
Nació en la villa de Lesaka, en Navarra, España, en 1726. Pertenece a la corriente inmigratoria del Norte de España, principalmente vasco-navarra y gallega, que llega a Hispanoamérica en el siglo XVIII reemplazando al grupo humano de la Conquista, mayoritariamente de origen castellano, andaluz y extremeño, en el Sur peninsular. Estos grupos, cuando resultaron compactos, dieron origen a sociedades regionales particulares, como en Antioquia, Colombia, la aristocracia castellano-vasca, en la región central de Chile, o en el litoral argentino, principalmente en Santa Fe y Buenos Aires.
En 1746 se avecindó en la ciudad de Santa Fe donde ejerció en varias ocasiones los cargos del cabildo, como alcalde, procurador y síndico de la ciudad y defensor de pobres y menores.
En 1759 participó a su costa de la expedición al Gran Chaco organizada por Pedro de Cevallos, gobernador de Buenos Aires. Posteriormente estuvo destinado a los fortines de la Frontera y participó en otras cuatro expediciones contra los aborígenes del Chaco. En 1794 solicitó el relevo de funciones, aunque en 1796 fue convocado por el gobernador Gastañaduy para integrar una junta consultiva para establecer un plan general de fronteras.
Fue hacendado y se dedicó a la cría y tráfico de mulas que requería la actividad minera de Potosí, en el Alto Perú, y por tal motivo viajó al Cuzco, en Perú, y a Santiago de Chile, pero no logró acumular fortuna.
Contrajo matrimonio primeramente con Juana de Siburu, hija del maestre de campo Francisco de Siburu (o Ziburu), y ya viudó en 1760, con Francisca Xaviera Micaela de Echagüe y Andía y Gaete, miembro de una acaudalada familia santafesina, también de origen vasco-navarro, teniendo en total once hijos, quienes abrazaron la causa de la Revolución de Mayo. 
Con ella funda la familia Lassaga en tierras del Virreinato del Alto Perú y en la Gobernación de Buenos Aires.
Su hijo Francisco Xavier de Lassaga contrajo matrimonio con Gregoria de Amenábar -hermana del sacerdote José Ignacio de distinguida actuación en los hechos de Mayo- y son los abuelos de Juan Francisco Seguí, constituyente del 53.
Por sus viajes y sus aficiones literarias había acumulado numerosas cartas geográficas, una de las cuales, en particular, del Río de la Plata, que por su grado de detalle, fue cedida a la Primera Junta por expreso pedido de su presidente, Cornelio Saavedra.
Falleció en Santa Fe en 1791